# クラゲ刺傷

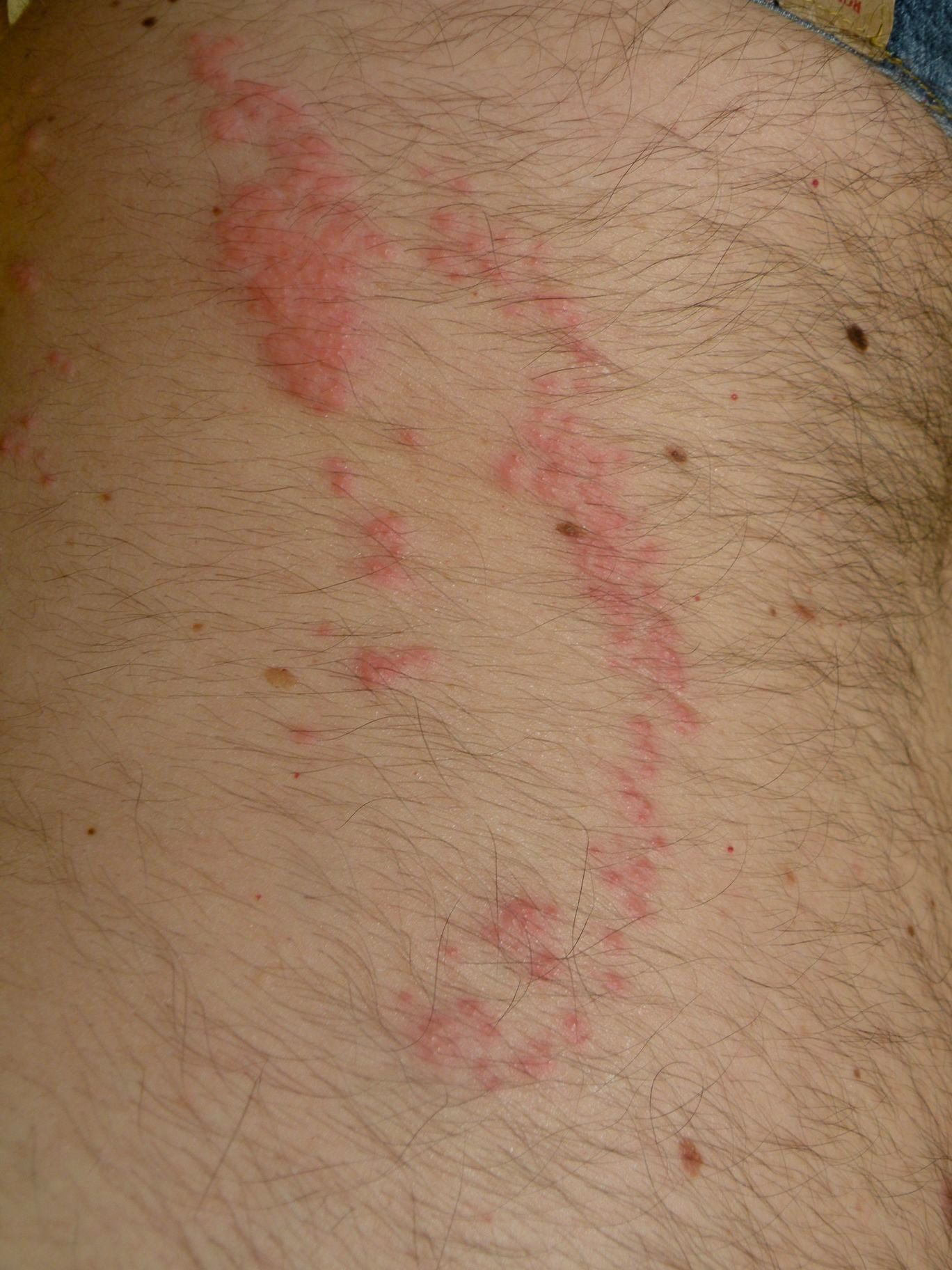

クラゲ刺傷（クラゲししょう）とは、クラゲによる受傷を指す。

## 特徴
クラゲには強弱の差はあるものの何かしらの毒素を保有しており、いくつかの種類はヒトの死亡例があるほど強い毒性を持っている。そのためクラゲ類の毒素の解明は公衆衛生上も重要な意味を持つが、その毒素は極めて不安定で取り扱いにくく化学的性状の詳細がわかっていないものも多い。

## 被害
クラゲの触手が接触した部位には、疼痛、発赤、腫脹などがみられる。ハブクラゲやカツオノエボシなどの刺傷の場合には、刺された部位が火傷の跡のようになり長い間にわたり傷が残ることがある。特にハブクラゲの刺傷では人の死亡例もある。

## 応急措置

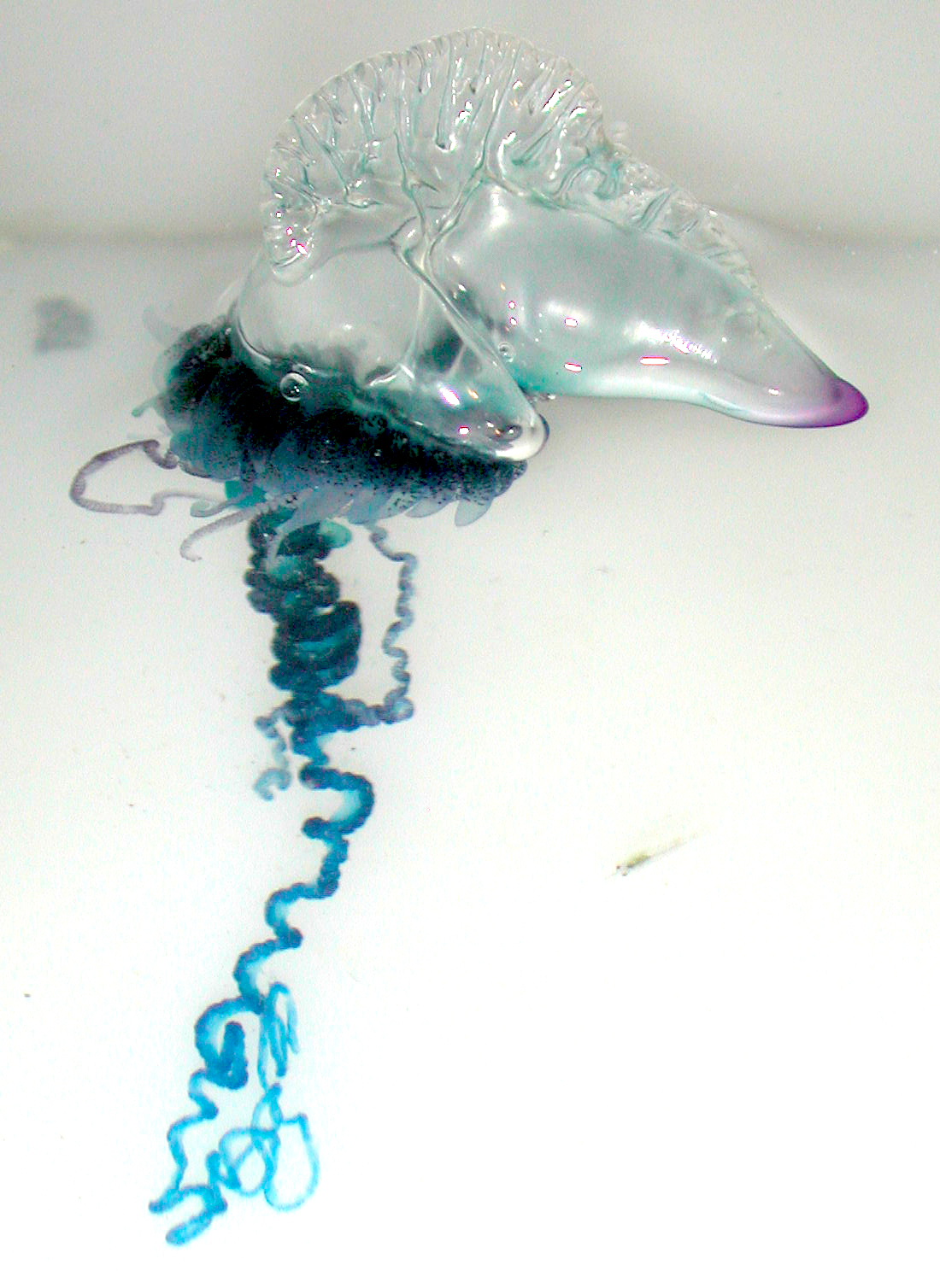
管クラゲ目 カツオノエボシ

クラゲ類による受傷の応急処置は、海水で触手など付着物を洗い流し、樹脂製品など刺胞を防御するもので残余付着物を除去する。症状がひどい場合には医療機関を受診する。